# Moissannes
Moissannes (Moissanas en occitan) est une commune française située dans le département de la Haute-Vienne, en région Nouvelle-Aquitaine.

## Géographie

### Localisation
La commune est limitrophe du département de la Creuse.

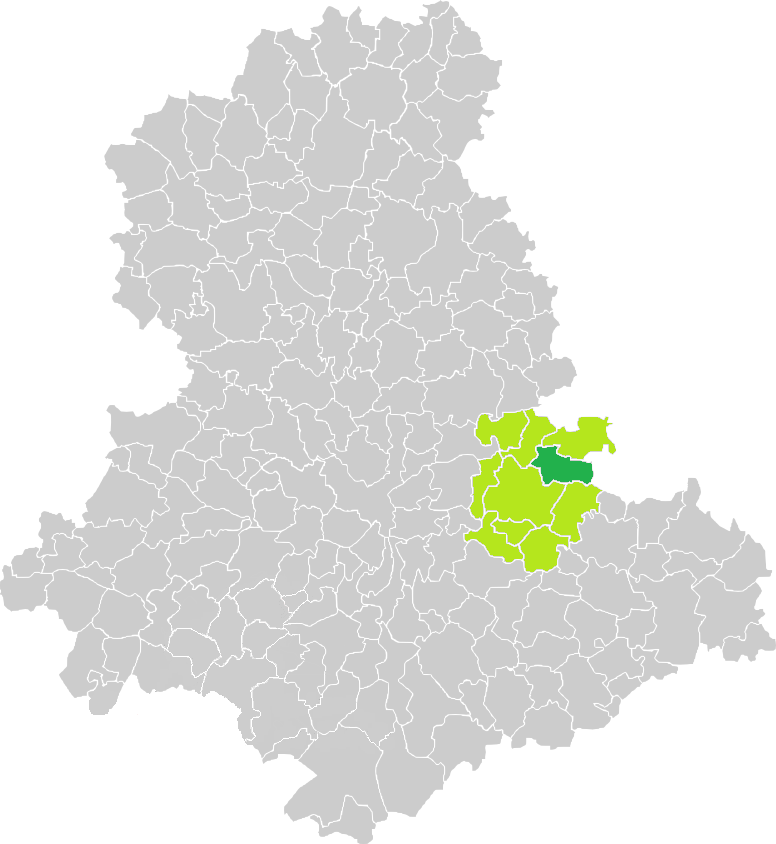
Situation de Moissannes en Haute-Vienne.

### Communes limitrophes
|                         | Sauviat-sur-Vige |                 |
| Le Châtenet-en-Dognon   | Moissannes       | Auriat (Creuse) |
| Saint-Léonard-de-Noblat | Champnétery      |                 |

### Traits physiques
La commune de Moissannes est un exemple de plateau limousin, au sous-sol granitique. Ce plateau s'étage depuis les vallons occidentaux (310 m), voisins des communes de Saint-Léonard-de-Noblat et Le Châtenet-en-Dognon,  vers les monts d'Auriat, et la Creuse à l'est (Puy Boucaraud, 524 m). Moissannes n'est qu'une petite partie de la « table » - le mot est utilisé en géographie - qui constitue le Massif central. Le territoire est ainsi fait d'une vaste partie centrale, entre 400 et 450 m, entaillée à l'ouest par les vallons des ruisseaux de La Mareille et du Palland. Avec ces entailles peu encaissées, cette table s'abaisse doucement vers l'ouest.
À l'est donc, débute « la Montagne limousine », où le relief est à la fois plus élevé, mais surtout plus accidenté. Des ruisseaux parcourent les monts d'Auriat,  affluents de la Vienne, via le Tard et la Galamache. À cause du sous-sol granitique imperméable, beaucoup de terrains sont marécageux (nommés localement des « moulards »), et parsemés d'étangs.
Les paysages alternent bois et prairies. Les résineux dominent la partie orientale. Les feuillus sont plus présents à l'ouest, où ils alternent avec les prés. Le climat est un dégradé du milieu atlantique, avec des nuances de pré-montagne : relativement rude l'hiver (moyenne de janvier : 3 °) et très humide (environ 1 000 mm de précipitations annuelles).

### Climat
Pour des articles plus généraux, voir Climat de la Nouvelle-Aquitaine et Climat de la Haute-Vienne.
Historiquement, la commune est dans une zone de transition entre le climat océanique limousin et le climat montagnard.  
En 2020, Météo-France publie une typologie des climats de la France métropolitaine dans laquelle la commune est dans une zone de transition entre le climat océanique altéré et le climat de montagne et est dans la région climatique  Ouest et nord-ouest du Massif Central, caractérisée par une pluviométrie annuelle de 900 à 1 500 mm, maximale en automne et en hiver.
Pour la période 1971-2000, la température annuelle moyenne est de 10,5 °C, avec une amplitude thermique annuelle de 14,6 °C. Le cumul annuel moyen de précipitations est de 1 152 mm, avec 13,4 jours de précipitations en janvier et 8,3 jours en juillet. Pour la période 1991-2020, la température moyenne annuelle observée sur la station météorologique la plus proche, située sur la commune d'Eymoutiers à 20 km à vol d'oiseau, est de 11,4 °C et le cumul annuel moyen de précipitations est de 1 170,3 mm,. Pour l'avenir, les paramètres climatiques de la commune estimés pour 2050 selon différents scénarios d’émission de gaz à effet de serre sont consultables sur un site dédié publié par Météo-France en novembre 2022.

## Urbanisme

### Typologie
Au 1er janvier 2024, Moissannes est catégorisée commune rurale à habitat très dispersé, selon la nouvelle grille communale de densité à sept niveaux définie par l'Insee en 2022.
Elle est située hors unité urbaine. Par ailleurs la commune fait partie de l'aire d'attraction de Limoges, dont elle est une commune de la couronne,. Cette aire, qui regroupe 127 communes, est catégorisée dans les aires de 200 000 à moins de 700 000 habitants,.

### Occupation des sols
L'occupation des sols de la commune, telle qu'elle ressort de la base de données européenne d’occupation biophysique des sols Corine Land Cover (CLC), est marquée par l'importance des territoires agricoles (65,9 % en 2018), en diminution par rapport à 1990 (67,7 %). La répartition détaillée en 2018 est la suivante : 
prairies (36 %), forêts (32,3 %), zones agricoles hétérogènes (29,8 %), zones urbanisées (1,8 %). L'évolution de l’occupation des sols de la commune et de ses infrastructures peut être observée sur les différentes représentations cartographiques du territoire : la carte de Cassini (XVIIIe siècle), la carte d'état-major (1820-1866) et les cartes ou photos aériennes de l'IGN pour la période actuelle (1950 à aujourd'hui).

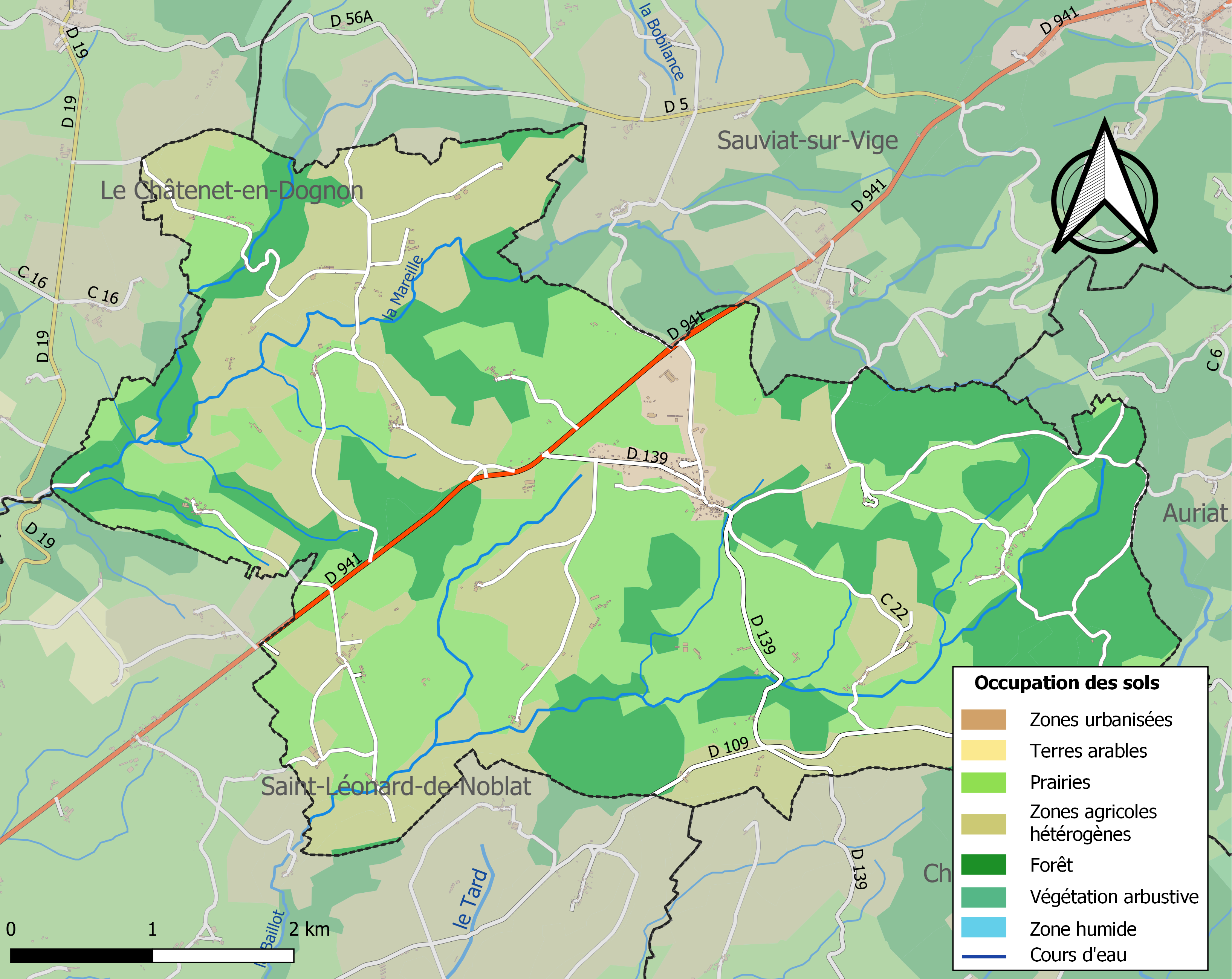
Carte des infrastructures et de l'occupation des sols de la commune en 2018 (CLC).

### Risques majeurs
Le territoire de la commune de Moissannes est vulnérable à différents aléas naturels : météorologiques (tempête, orage, neige, grand froid, canicule ou sécheresse) et séisme (sismicité faible). Il est également exposé à un risque particulier : le risque de radon. Un site publié par le BRGM permet d'évaluer simplement et rapidement les risques d'un bien localisé soit par son adresse soit par le numéro de sa parcelle.

#### Risques naturels

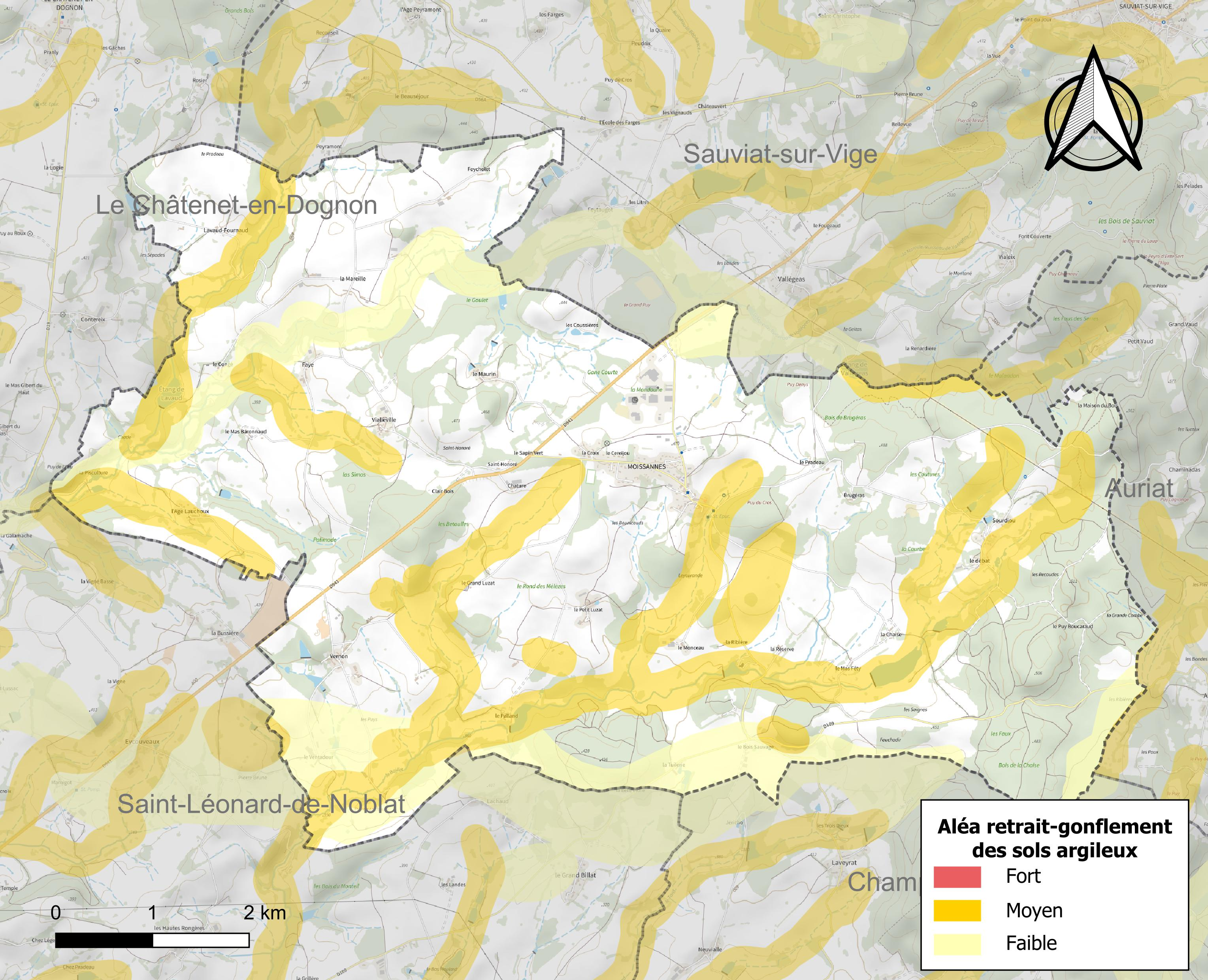
Carte des zones d'aléa retrait-gonflement des sols argileux de Moissannes.

Le retrait-gonflement des sols argileux est susceptible d'engendrer des dommages importants aux bâtiments en cas d’alternance de périodes de sécheresse et de pluie. 23,1 % de la superficie communale est en aléa moyen ou fort (27 % au niveau départemental et 48,5 % au niveau national métropolitain). Depuis le 1er octobre 2020, en application de la loi ÉLAN, différentes contraintes s'imposent aux vendeurs, maîtres d'ouvrages ou constructeurs de biens situés dans une zone classée en aléa moyen ou fort,.
La commune a été reconnue en état de catastrophe naturelle au titre des dommages causés par les inondations et coulées de boue survenues en 1982 et 1999 et par des mouvements de terrain en 1999.

#### Risque particulier
Dans plusieurs parties du territoire national, le radon, accumulé dans certains logements ou autres locaux, peut constituer une source significative d’exposition de la population aux rayonnements ionisants. Selon la classification de 2018, la commune de Moissannes est classée en zone 3, à savoir zone à potentiel radon significatif.

## Histoire
L'ancienneté de la paroisse est attestée avant 1200. Elle appartenait alors à l'archiprêtré de Bénévent et fut donnée en 1191 au prieuré de Saint-Léonard. C'est de cette époque que date l'église romane. Elle fut dédiée à sainte Marie et saint Blaise, plus tard à saint Maurice. Moissannes a aussi une histoire nobiliaire très ancienne.

## Politique et administration
| Période                                  | Période  | Identité            | Étiquette | Qualité |
| ---------------------------------------- | -------- | ------------------- | --------- | ------- |
| 1977                                     | 2001     | Maurice Pelaudeix   | PCF       |         |
| 2001                                     | 2014     | Rémi Jandaud        |           |         |
| 2014                                     | En cours | Jean-Louis Bregaint |           |         |
| Les données manquantes sont à compléter. |          |                     |           |         |

## Démographie
L'évolution du nombre d'habitants est connue à travers les recensements de la population effectués dans la commune depuis 1793. Pour les communes de moins de 10 000 habitants, une enquête de recensement portant sur toute la population est réalisée tous les cinq ans, les populations de référence des années intermédiaires étant quant à elles estimées par interpolation ou extrapolation. Pour la commune, le premier recensement exhaustif entrant dans le cadre du nouveau dispositif a été réalisé en 2008.

En 2022, la commune comptait 328 habitants, en évolution de −13,91 % par rapport à 2016 (Haute-Vienne : −0,68 %, France hors Mayotte : +2,11 %).
| 1793 | 1800 | 1806 | 1821 | 1831 | 1836 | 1841 | 1846 | 1851 |
| ---- | ---- | ---- | ---- | ---- | ---- | ---- | ---- | ---- |
| 814  | 699  | 664  | 700  | 736  | 722  | 738  | 721  | 720  |

| 1856 | 1861 | 1866 | 1872 | 1876 | 1881 | 1886 | 1891 | 1896 |
| ---- | ---- | ---- | ---- | ---- | ---- | ---- | ---- | ---- |
| 709  | 657  | 713  | 688  | 742  | 743  | 765  | 755  | 717  |

| 1901 | 1906 | 1911 | 1921 | 1926 | 1931 | 1936 | 1946 | 1954 |
| ---- | ---- | ---- | ---- | ---- | ---- | ---- | ---- | ---- |
| 729  | 736  | 708  | 650  | 628  | 619  | 598  | 553  | 556  |

| 1962 | 1968 | 1975 | 1982 | 1990 | 1999 | 2006 | 2008 | 2013 |
| ---- | ---- | ---- | ---- | ---- | ---- | ---- | ---- | ---- |
| 505  | 406  | 312  | 301  | 302  | 299  | 341  | 353  | 391  |

| 2018 | 2022 | - | - | - | - | - | - | - |
| ---- | ---- | - | - | - | - | - | - | - |
| 340  | 328  | - | - | - | - | - | - | - |

## Lieux et monuments
- Église Saint-Maurice de Moissannes avec croix de parvis. L'édifice a été inscrit au titre des monuments historique en 1985[24].
- Moulin à farine[25]
- En bordure de la route un menhir conçu par l'artiste Jean-Joseph Sanfourche depuis 1986 rappelle que les maquisards de Georges Guingouin ont capturé le 9 juin 1944, le Sturmbannfhürer Helmut Kämpfe. Il roulait seul devant ses troupes. Près de Moissannes, il tombe nez à nez avec les maquisards commandés par le sergent Canou. Cette capture fut lourde de conséquence[26],[27].

## Personnalités liées à la commune
- Henri Skiba, né en 1927, footballeur français, qui s'est consacré à l'élevage de truites depuis les années 1980 à Moissannes.
- Marcellin Dussoubs est un homme politique français né le 8 juin 1815 à Saint-Léonard-de-Noblat et décédé le 26 novembre 1856 à Moissannes. Son frère est Denis Dussoubs.
- Simon François Gay de Vernon, Colonel du génie, créé chevalier (1808) puis baron de l’Empire (1811), est inhumé au cimetière communal.

## Pour approfondir